# Ligyra commoni
Ligyra commoni är en tvåvingeart som beskrevs av Paramonov 1967. Ligyra commoni ingår i släktet Ligyra och familjen svävflugor. Inga underarter finns listade i Catalogue of Life.